# الگوی شمعی
در تحلیل تکنیکال مالی، یک الگوی شمعی (به انگلیسی: Candlestick pattern) حرکتی در قیمت‌ها است که به صورت گرافیکی بر روی نمودار شمعی نشان داده می‌شود. برخی معتقدند این الگو می‌تواند به شناسایی روندهای تکراری حرکت در یک بازار خاص کمک کند. تشخیص الگوها به صورت ذهنی انجام می‌پذیرد و روش‌هایی که برای ترسیم نمودار استفاده می‌شوند باید برای مطابقت با الگو بر پایه قوانینی از پیش تعریف شده باشند. ۴۲ الگوی شمعی شناخته شده که می‌توان آنها را به الگوهای ساده و پیچیده تقسیم کرد. نویسنده توماس بولکوفسکی نگاهی عمیق به ۱۰۳ شکل از این الگوهای شمعی، از دستورالعمل‌های شناسایی و تجزیه و تحلیل آماری رفتار آنها تا تاکتیک‌های معاملاتی دقیق دارد. او اکتشافات مهم و خلاصه‌های آماری و همچنین واژه‌نامه ای از اصطلاحات مربوطه و یک نمایه بصری را برای سهولت شناسایی کندل انجام می‌دهد.

## تاریخچه
اولین تحلیل‌های تکنیکال تجاری برای ردیابی قیمت برنج در قرن هجدهم مورد استفاده قرار گرفت. الگوهای شمعی را مردی به نام مونهیسا هوما (۱۷۲۴–۱۸۰۳) ابداع کرد؛ یک تاجر برنج از ساکاتا، ژاپن در دوران شوگون‌سالاری توکوگاوا که در بازار برنج دوجیما در اوزاکا معامله می‌کرد. با این حال، طبق گفته استیو نیسون، نمودارهای کندل استیک بعداً طراحی شد و احتمالاً از سال ۱۸۵۰ مطرح شد.
مشهورترین تاجری که از این الگوها استفاده می‌کرد، مونهیسا هوما بود. او یک تاجر برنج ژاپنی بود که روند قیمت‌ها را دنبال می‌کرد و الگوهای در حال توسعه را می‌دید. او تجربیات خود را در سال ۱۷۵۵ در کتاب چشمه طلا منتشر کرد. او با دلار امروز حدود ۱۰ میلیارد دلار درآمد داشت.